# Myotis tricolor
Myotis tricolor (Temminck, 1832) è un pipistrello della famiglia dei Vespertilionidi diffuso nell'Africa orientale e meridionale.

## Descrizione

### Dimensioni
Pipistrello di medie dimensioni, con la lunghezza totale tra 96 e 120 mm, la lunghezza dell'avambraccio tra 47 e 53 mm, la lunghezza della coda tra 35 e 56 mm, la lunghezza del piede tra 10 e 13 mm, la lunghezza delle orecchie tra 13 e 19 mm, un'apertura alare fino a 34,2 cm e un peso fino a 16 g.

### Aspetto
La pelliccia è relativamente lunga, densa e lanosa. Le parti dorsali sono bruno-ramate o arancioni, con la base dei peli grigio chiaro, mentre le parti ventrali sono più chiare, con la base dei peli più scura. Il muso è marrone e privo di peli. Le orecchie sono marroni, moderatamente lunghe, con la punta arrotondata e un incavo a metà del margine esterno. Il trago è lungo più della metà del padiglione auricolare e stretto. Le membrane alari sono marroni scure e attaccate posteriormente alla base delle dita dei piedi, i quali sono piccoli. La coda è lunga e compresa interamente nell'ampio uropatagio, il quale è ricoperto in prossimità del corpo di peli bruno-ramati. Il calcar è lungo e diritto. Le femmine sono leggermente più grandi dei maschi. Il cariotipo è 2n=44 FNa=50.

### Ecolocazione
Emette ultrasuoni sotto forma di impulsi di breve durata a frequenza modulata iniziale a 86 kHz e finale a 33 kHz. Nel Malawi sono stati registrati impulsi differenti con frequenze più alte iniziali a 56–101 kHz e finali a 43–49 kHz.

## Biologia

### Comportamento
Si rifugia in gruppi di una dozzina di individui, mentre in estate si aggregano in colonie fino a 2.000 esemplari in Sudafrica. In inverno i sessi convivono mentre in estate le femmine vivono separate in grande numero all'interno di grotte dove partoriscono ed allattano. I rifugi estivi dei maschi non sono noti, tuttavia è possibile che si rifugino singolarmente. 

### Alimentazione
Si nutre di insetti raccolti probabilmente sulla vegetazione.

### Riproduzione
Gli accoppiamenti avvengono in autunno, mentre i parti in novembre e dicembre dopo che le femmine hanno trattenuto lo sperma durante l'inverno. Danno alla luce un piccolo alla volta dopo una gestazione di circa 63 giorni. Lo svezzamento avviene dopo 6 settimane e la maggior parte delle femmine diviene sessualmente matura a 4-5 mesi di età.

## Distribuzione e habitat
Questa specie è diffusa in Etiopia centrale, Kenya sud-occidentale, Ruanda, Tanzania centro-orientale, Zambia nord-occidentale, Repubblica Democratica del Congo meridionale e occidentale, Malawi, Mozambico centrale, Zimbabwe, Sudafrica nord-orientale e lungo le coste meridionali. Un esemplare è stato catturato in Liberia.
Vive in diversi tipi di habitat, da quelli montani etiopici tra i 1.590 e 2.600 metri di altitudine, alle foreste pluviali e boschi di Acacia e Commiphora. Si trova anche in foreste costiere, boschi di Miombo, savane aride ed alberate, particolarmente in Sudafrica con precipitazioni annue superiori ai 500 mm.

## Conservazione
La IUCN Red List, considerato il vasto areale e la popolazione presumibilmente numerosa, classifica M.tricolor come specie a rischio minimo (Least Concern)).